# Barahna glenelg
Barahna glenelg là một loài nhện trong họ Stiphidiidae.
Loài này thuộc chi Barahna. Barahna glenelg được V. T. Davies miêu tả năm 2003.